# Gemeinde Kotor
Die Gemeinde Kotor (montenegrinisch Општина Котор Opština Kotor) ist eine Gemeinde in Montenegro. Der Verwaltungssitz ist der Hauptort Kotor.

## Bevölkerung
Die Volkszählung aus dem Jahr 2011 ergab für die Gemeinde Berane eine Einwohnerzahl von 22.601. Davon bezeichneten sich 11.047 (48,88 %) als Montenegriner, 6.910 (30,57 %) als Serben, 1.553 (6,87 %) als Kroaten und 1.145 (5,07 %) gehörten anderen Volksgruppen an.